# Rio Monday
O rio Monday é um curso de água que banha o Paraguai, que atravessa os departamentos de Caaguazú e Alto Paraná, até sua foz no rio Paraná um quilômetro e meio a sul de sua confluência com o rio Iguaçu, na Tríplice Fronteira, acima da cidade de Presidente Franco. Seus principais afluentes são os rios Capiibary e Guyraungua. Antes de desaguar no Paraná, o Monday cai abruptamente no cânion formado pelo Paraná, formando as quedas do Monday, com mais de 40 metros de altura. Historicamente, o rio Monday teve fluxo regular e estável até a década de 1970, permitindo sua navegação em pequenas embarcações por até 100 km para o interior.

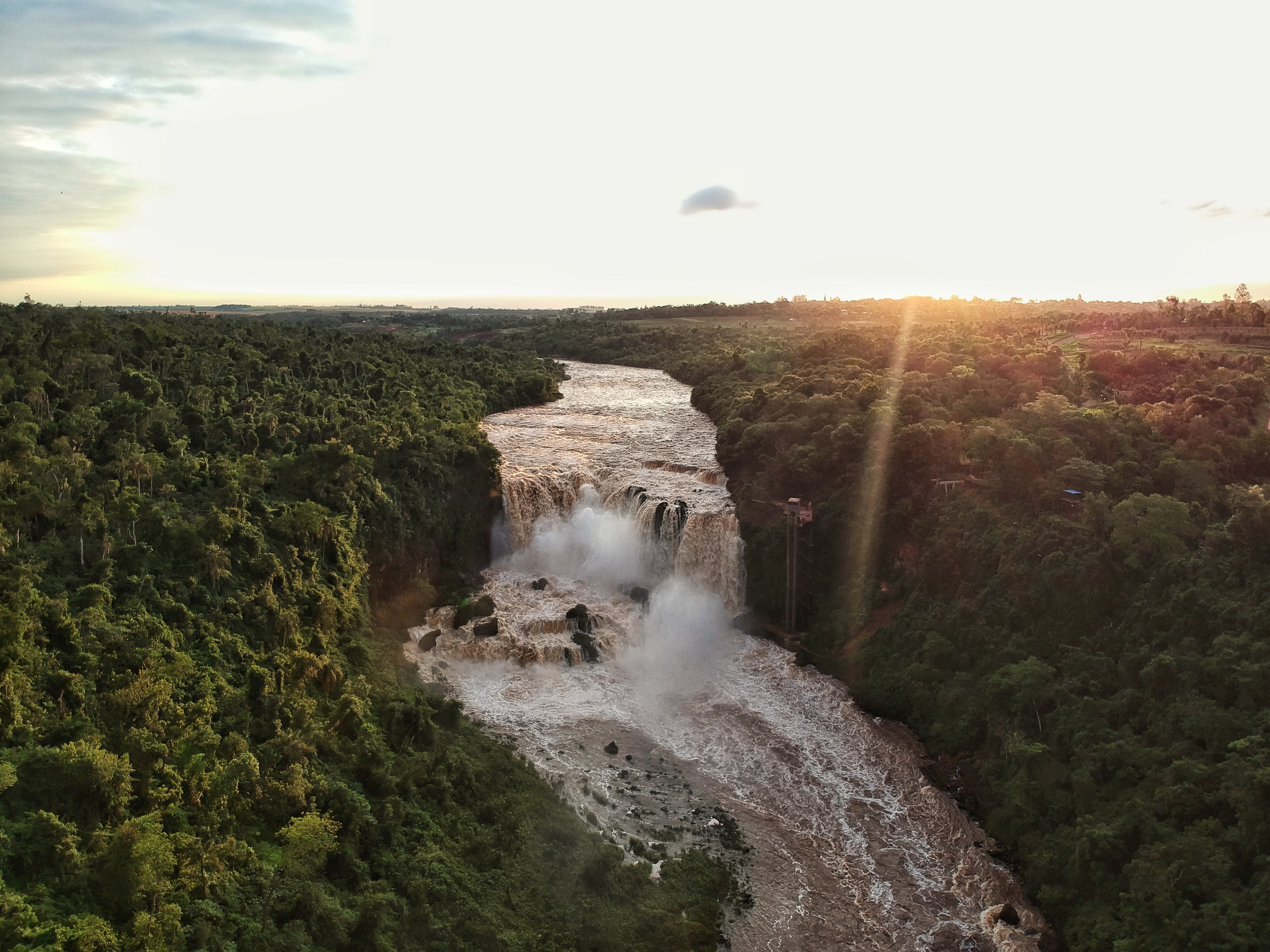
Quedas do Monday